# John Knox

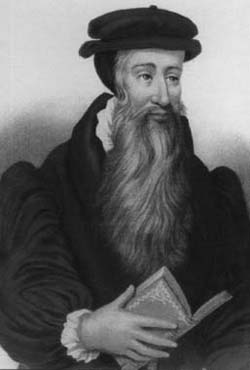
John Knox

John Knox (n. 1514, Haddington⁠(d), Scoția, Regatul Unit – d. 24 noiembrie 1572, Edinburgh, Regatul Scoției) a fost un teolog scoțian care a condus mișcarea de reformă a Bisericii din Scoția pe linia calvinistă. E general văzut ca părintele Reformei protestante în Scoția și al Bisericii Scoției.